# Estación de Rœux
La estación de Rœux es una estación ferroviaria francesa, de la línea férrea París-Lille, situada en la comuna de Rœux, en el departamento de Paso de Calais. Por ella transitan únicamente trenes regionales.

## Situación ferroviaria
La estación se encuentra en el punto kilométrico 200,760 de la línea férrea París-Lille. 

## Historia
Fue inaugurada en 1846 por parte de la Compañía de ferrocarriles del Norte. El 8 de julio de 1946 un tren que unía París con Lille descarriló entre la estación de Fampoux, hoy cerrada y la estación de Rœux. Fallecieron 14 personas.

## La estación
La estación se configura como un simple apeadero. Posee dos vías y dos andenes laterales.

## Servicios ferroviarios

### Regionales
Los siguientes trenes regionales transitan por la estación:
- Línea Achiet - Douai.
- Línea Arras - Douai / Lille.